# Dimya
Dimya is een geslacht van tweekleppigen uit de  familie van de Dimyidae.

## Soorten
- Dimya argentea Dall, 1886
- Dimya californiana S. S. Berry, 1936
- Dimya corrugata Hedley, 1902
- Dimya deshayesiana Rouault, 1850 †
- Dimya fimbricostata H. E. Vokes, 1979
- Dimya japonica Habe, 1971
- Dimya kaiparaensis Laws, 1944 †
- Dimya lima Bartsch, 1913
- Dimya maoria Powell, 1937
- Dimya mimula Dall, Bartsch & Rehder, 1938
- Dimya tigrina Bayer, 1971
- Dimya westonensis Maxwell, 1978 †